# Centrální registr oznámení
Centrální registr oznámení je informační systém veřejné správy a byl zřízen k 1.9.2017 podle zákona o střetu zájmů. Jeho správcem je Ministerstvo spravedlnosti. Do registru jsou ukládány elektronické dokumenty podávané veřejnými funkcionáři. Povinná osoba podává oznámení o svém majetku, příjmech, darech a závazcích. Evidenční orgán uschová oznámení v registru po dobu pěti let od skončení výkonu funkce veřejného funkcionáře. Občan má právo na základě žádosti nahlížet do registru a pořizovat si z něj opisy a výpisy a to osobně nebo prostřednictvím veřejné datové sítě. Nahlížení je bezplatné, ale není vždy anonymní.

## Kdo je veřejný funkcionář
Zákon o střetu zájmů se týká vedoucích úředníků, funkcionářů samosprávy a organizačních složek státu, soudců, státních zástupců, ředitelů výzkumných institucí a vojáků z povolání, pokud se podílejí na zadávání veřejných zakázek, jsou oprávněni nakládat s veřejnými prostředky v hodnotě více než 250 000 Kč, rozhodují ve správním řízení, nebo se podílejí na vedení trestního stíhání.

## Datový obsah
Do registru jsou ukládány dokumenty podávané veřejnými funkcionáři podle § 12 odst. 5, s výjimkou oznámení podávaných soudci, která se ukládají u Nejvyššího soudu. Veřejný funkcionář podává oznámení o
- osobním zájmu,
- jiných vykonávaných činnostech,
- majetku, který vlastnil při zahájení výkonu funkce, a majetku nabytém v průběhu výkonu funkce,
- příjmech a závazcích.[2]

V oznámení o osobním zájmu musí před jednáním státního nebo samosprávného orgánu oznámit svůj poměr k projednávané věci, pokud by mu podle výsledku projednání mohla vzniknout osobní výhoda nebo újma.
V oznámení o činnostech je povinen sdělit, že
1. podniká nebo provozuje jinou samostatnou výdělečnou činnost,
2. je společníkem nebo členem podnikající právnické osoby,
3. je členem statutárního, řídícího, dozorčího nebo kontrolního orgánu podnikající právnické osoby,
4. je i v jiném pracovněprávním nebo obdobném vztahu, než jako veřejný funkcionář,
5. je provozovatelem rozhlasového nebo televizního vysílání, vydavatelem periodického tisku atd.

Funkcionář v době výkonu funkce musí oznámit příjmy, dary apod., jejichž souhrnná výše přesáhne v kalendářním roce 100 000 Kč. Nezapočítávají se zde však dary s cenou nižší než 10 000 Kč a příjmy manžela. Nesplacené závazky, jako jsou úvěry, půjčky, nájemné a další, v souhrnné hodnotě vyšší než 100 000 Kč, musí oznámit také. Funkcionář je povinen označit osoby, od nichž tento příjem obdržel, nebo s nimi daný závazek má.

## Informační systém
Jednorázové náklady na pořízení informačního systému Centrálního registru oznámení činily 530 tis. Kč.
Evidenční orgán je oprávněn podle § 14c  při výkonu své činnosti využít základního registru obyvatel, informačního systému evidence obyvatel, informačního systému cizinců, katastru nemovitostí. Dále může žádat údaje z registru vozidel, právnických osob, obchodního a živnostenského rejstříku.

### Fungování aplikace
Resort spravedlnosti pro danou problematiku zřídil v roce 2017 nový kontrolní odbor - odbor střetu zájmů - disponující 17 zaměstnanci.

## Vkládání dat
Osobní údaje a den zahájení nebo skončení výkonu funkce zapíší do registru právnické osoby uvedené v § 14a odst. 2. Potom informují příslušného veřejného funkcionáře o datu, dokdy je povinen podat oznámení. Nepodání oznámení, uvedení zjevně nepřesných neb nepravdivých údajů a činnost neslučitelná s výkonem funkce jsou přestupky.

## Výpis dat
Oznámení veřejných funkcionářů uvedených v § 2 odst. 1 jsou dostupná bez předchozí žádosti. Do oznámení veřejných funkcionářů uvedených v § 2 odst. 2 je možné nahlížet až na základě žádosti. Po ověření žádosti přidělí správce registru žadateli uživatelské jméno a přístupové heslo platné 6 měsíců od jejich prvního použití. Každý má právo poukázat na nepravdivost nebo neúplnost údajů uvedených v registru oznámení.
Přestupku se dopustí občan, pokud použije přístupové údaje nebo získané informace jinak, než jak určuje zákon.
Do registru oznámení soudců dle § 14 odst. 3 nelze nahlížet.

## Význam a kritika
Registr oznámení je vnímán jako významný protikorupční mechanismus. Kritizován je registr soudců, policistů a GIBS, který není pod veřejnou kontrolou.
Samotný Centrální registr oznámení neobsahuje návod k použití, ani metadata o svém vzniku a fungování. Podpůrné informace a rady jsou rozptýleny na více stránkách Ministerstva spravedlnosti, viz část Externí odkazy.

## Historie
6/2008Poslanecká sněmovna znovu schválila novelu zákona o střetu zájmů. Předtím prezident a Senát návrh odmítli, Sněmovna veto prezidenta přehlasovala. První povinnost podat oznámení o příjmech darech a závazcích je za rok 2007.
6/2011"Vláda se zasadí o zavedení centrálního registru oznámení podle zákona o střetu zájmů", stojí v programovém prohlášení vlády ODS z roku 2010. Místo toho vzniklo jen webové rozhraní s názvem Centrální registr evidenčních orgánů.,
9/2017K tomuto datu je účinná novela zákona 159/2006 Sb., o střetu zájmů. Zřizuje se Registr oznámení, jehož správcem je i evidenčním orgánem je Ministerstvo spravedlnosti. Registr nahrazuje dosavadních zhruba 6 500 evidenčních orgánů. Původní zákon byl během 10 let 15krát novelizován.